# Lőw Zsolt
Lőw Zsolt (Budapest, 1979. április 29. –) magyar labdarúgó, edző.
Hivatásos pályafutását az Újpest FC-ben kezdte, ahol 2002-ben magyar kupa- és magyar szuperkupa-győztes lett. A 2002–2003-as szezont már a német Energie Cottbus légiósaként kezdte. A Cottbusszal egy évet töltött a német első osztályban, az idény végén kiesett csapatával. Lőw azonban további két szezonon át volt az Energie játékosa a másodosztályban is. A 2005–2006-os idényben klubot váltott, a szintén másodosztályú Hansa Rostockhoz igazolt. Mindössze egy idényt követően ismét klubot váltott. Választása a Regionalligában (harmadosztály) szereplő TSG 1899 Hoffenheimre esett, ami miatt sokan úgy vélték, hogy labdarúgó-karrierje leágazóban van. Lőw választása ennek ellenére kiválónak minősült, a 2006–2007-es szezonban a másodikak lettek a harmadik ligában (ami feljutást eredményezett), a 2007–2008-as szezonban pedig a Bundesliga 2-ben lettek ezüstérmesek, így a 2008–2009-es bajnokságot már a Bundesliga 1-ben kezdhette meg. A Hoffenheimben nem sok lehetőséget kapott az élvonalban, mindössze az 1. FC Köln elleni bajnokin szerepelt a 14. fordulóban, ahol egy sárga lapot kapott. Éppen a kevés játéklehetőség miatt 2009 januárjában a másodosztályú 1. FSV Mainz 05 csapatához igazolt két és fél évre, noha az angol másodosztályú Reading és a román Steaua București is érdeklődött utána. A magyar labdarúgó-válogatottnak 2002 és 2008 között volt a tagja.

## Pályafutása

### Klubcsapatokban
Lőw az Újpest FC saját nevelésű játékosa, profi pályafutását is ott kezdte 1998-ban. Összesen 97 NB I-es mérkőzésen lépett pályára a lila-fehéreknél, melyeken hatszor volt eredményes. Bajnokságot nem sikerült velük nyernie, két kupagyőzelmét (magyar kupa, magyar szuperkupa) pedig az ott töltött utolsó idényében, 2002-ben sikerült elérnie. Nemzetközi kupamérkőzést nem játszott az Újpest színeiben, noha a csapat ez idő alatt többször is szerepelt az UEFA-kupában, illetve annak a selejtezőjében. Végül a 2002–2003-as szezonban a német Energie Cottbushoz szerződött, ahol a 2000-es évek elején több magyar labdarúgó is szerepelt (akkoriban a Cottbus előszeretettel igazolt magyar játékosokat). Lőw alapembernek mondhatta magát (31 bajnoki mérkőzésen játszott), de csapata kiesett az első osztályból. Ennek a ténynek az ellenére nem váltott csapatot, a másodosztályban is maradt a cottbusiak labdarúgója. A Bundesliga 2-ben két idényt töltött el az Energievel, majd elszerződött a szintén másodosztályú Hansa Rostockhoz. Mivel a kikötővárosiaknál nem kapott rendszeres játéklehetőséget (az első nyolc fordulóban mindössze csak a hatodikban nem játszott, ezt követően viszont csak a 11., 12., 13., végül a 16. fordulóban szerepelt a Rostockban), így ismételten a klubváltás mellett döntött. Döntése után sokan úgy vélték, hogy pályafutása leáldozóban van, amikor a harmadosztályban szereplő TSG 1899 Hoffenheim csapatába igazolt 2006 júliusában. A Hoffenheimnél töltött első szezonja alkalmával 11 bajnoki mérkőzésen játszott, ám még így is sikeresnek volt mondható az idény, mivel csapata a második helyen végzett a bajnokságban, s így feljutott a Bundesliga 2-be. A kétkedők igazolni láthatták Lőw helyes döntését. Állandó tagságát a kezdőcsapatban a második idényében sikerült kiharcolnia. A 2007–2008-as bajnokságban már kihagyhatatlan játékos lett, részese volt a Hoffenheim német kupa-menetelésének is, ahol a kis csapat végül a negyeddöntőben esett ki a Borussia Dortmund ellen. A bajnokság végén ismét osztályt lépett a csapattal, hasonlóan az előző évhez, 2008-ban is ezüstérmesek lett. A 2008–2009-es szezont már a német labdarúgás legmagasabb osztályában, a Bundesligában kezdte, ám csak egy mérkőzésen kapott játéklehetőséget, így a téli átigazolási időszakban, január 26-án a másodosztályú FSV Mainzba igazolt. 2010-ben súlyos bokasérülést szenvedett, ami miatt már nem tudott a csapat teljes értékű tagja lenni. A szezon végén bejelentette, hogy felhagy a profi labdarúgással.

### A válogatottban
A magyar labdarúgó-válogatottban 2002. május 8-án, a Horvátország elleni barátságos mérkőzésen mutatkozott be. A 2002-03-as szezonban alapembere lett a nemzeti tizenegynek, 10 találkozón játszott, melyeken 1 gólt ért el. A tíz találkozóból hét tétmérkőzés volt (a 2004-es labdarúgó-Európa-bajnokság selejtezői). Első gólját harmadik válogatottsága alkalmával jegyezte 2002. szeptember 7-én az Izland elleni Eb-selejtezőn (első tétmérkőzésén), ahol megszerezte a magyaroknak a vezetést. A 2003-04-es idényben további 5 találkozón lépett pályára, azt ezt követő szezonokban viszont csak epizódszerep jutott a számára (sorrendben: 2, 1, 3, 2 mérkőzés), ami részben a sérüléseknek, részben a kevés játéklehetőségnek a klubjában, illetve annak volt betudható, hogy csupán a Bundesliga 2-ben szerepelt. Nagy kihagyást követően 2008. február 6-án ismét meghívták a válogatottba Szlovákia ellen.

### Edzői pályafutása
Edzői pályafutását az osztrák másodosztályú Lieferingnél kezdte, amely a FC Red Bull Salzburg második csapataként működik. Ez idő tájt Ralf Rangnick (aki még a Hoffenheimnél volt Lőw edzője) irányította a salzburgiakat, és 2014-ben felkérte a segítőjének. Lőw a 2014–2015-ös idényben Osztrák Bundesligát és kupát nyert a Salzburggal, majd 2015 nyarán a RB Leipzighez is követte Ragnickot. A 2016–17-es idényt már a Bundesligában kezdték, de Lőwre az új edző Ralph Hasenhüttl is számított a stábjában. 2018 májusában felvetődött, hogy Hasenhüttl távozása esetén Lőw veheti át a Salzburg irányítását. 2018. július 11-én a Paris Saint-Germain csapatához szerződött, ahol Thomas Tuchel munkáját segítette másodedzőként. Két és fél évig, 2020 decemberéig tartozott a párizsi csapat kötelékébe, amellyel hat trófeát nyert és bejutott a Bajnokok Ligája 2020-as döntőjébe. Miután Tuchelt menesztették a csapattól, Lőw is távozott a PSG-től. 2021. január 26-án hivatalossá vált, hogy ő is csatlakozott a német mester szakmai stábjához az angol Chelsea-nél. A 2020–2021-es szezon végén a londoni csapat a döntőben a Manchester City legyőzve megnyerte a Bajnokok Ligáját, Lőw pedig a 8. magyar lett aki játékosként vagy edzőként az élen végzett a legrangosabb európai kupasorozatban. 2025. március 30-tól az RB Leipzig vezetőedzője a szezon végéig.

## Sikerei, díjai

### Játékosként
Az Újpest FC-vel:
- Magyar kupa-győztes: 2002
- Magyar szuperkupa-győztes: 2002

A TSG 1899 Hoffenheimmel:
- Regionalliga ezüstérmes: 2007
- Bundesliga 2 ezüstérmes: 2008

### Edzőként
A Paris Saint-Germain FC-vel:
- UEFA-bajnokok ligája döntős másodedző: 2020

A Chelsea FC-vel:
- UEFA-bajnokok ligája-győztes másodedző: 2021

Az FC Bayern Münchennel:
- Bundesliga-győztes másodedző: 2023

## Statisztika
| Klub            | Szezon   | Bundesliga 2     | Bundesliga 2     | DFB-Pokal   | DFB-Pokal   | —         | —         | —      | —      | Összesen | Összesen |
| Klub            | Szezon   | Mérk             | Gól              | Mérk        | Gól         | Mérk      | Gól       | Mérk   | Gól    | Mérk     | Gól      |
| --------------- | -------- | ---------------- | ---------------- | ----------- | ----------- | --------- | --------- | ------ | ------ | -------- | -------- |
| FSV Mainz       | 2008–09  | —                | —                | —           | —           | —         | —         | —      | —      | —        | —        |
| FSV Mainz       | Összesen | —                | —                | —           | —           | —         | —         | —      | —      | —        | —        |
| Klub            | Szezon   | Bundesliga       | Bundesliga       | DFB-Pokal   | DFB-Pokal   | Ligapokal | Ligapokal | —      | —      | Összesen | Összesen |
| Klub            | Szezon   | Mérk             | Gól              | Mérk        | Gól         | Mérk      | Gól       | Mérk   | Gól    | Mérk     | Gól      |
| Hoffenheim      | 2008–09  | 1                | 0                | —           | —           | —         | —         | —      | —      | 1        | 0        |
| Hoffenheim      |          | Bundesliga 2     | Bundesliga 2     | —           | —           | —         | —         | —      | —      | —        | —        |
| Hoffenheim      | 2007–08  | 27               | 0                | 4           | 0           | —         | —         | —      | —      | 31       | 0        |
| Hoffenheim      |          | Regionalliga Süd | Regionalliga Süd | —           | —           | —         | —         | —      | —      | —        | —        |
| Hoffenheim      | 2006–07  | 11               | 0                | —           | —           | —         | —         | —      | —      | 11       | 0        |
| Hoffenheim      | Összesen | 39               | 0                | 4           | 0           | —         | —         | —      | —      | 43       | 0        |
| Klub            | Szezon   | Bundesliga 2     | Bundesliga 2     | DFB-Pokal   | DFB-Pokal   | —         | —         | —      | —      | Összesen | Összesen |
| Klub            | Szezon   | Mérk             | Gól              | Mérk        | Gól         | Mérk      | Gól       | Mérk   | Gól    | Mérk     | Gól      |
| Hansa Rostock   | 2005–06  | 11               | 0                | 1           | 2           | —         | —         | —      | —      | 12       | 2        |
| Hansa Rostock   | Összesen | 11               | 0                | 1           | 2           | —         | —         | —      | —      | 12       | 2        |
| Klub            | Szezon   | Bundesliga 2     | Bundesliga 2     | DFB-Pokal   | DFB-Pokal   | —         | —         | —      | —      | Összesen | Összesen |
| Klub            | Szezon   | Mérk             | Gól              | Mérk        | Gól         | Mérk      | Gól       | Mérk   | Gól    | Mérk     | Gól      |
| Energie Cottbus | 2004–05  | 22               | 1                | 2           | 0           | —         | —         | —      | —      | 24       | 1        |
| Energie Cottbus | 2003–04  | 26               | 4                | 1           | 0           | —         | —         | —      | —      | 27       | 4        |
| Energie Cottbus |          | Bundesliga       | Bundesliga       | —           | —           | —         | —         | —      | —      | —        | —        |
| Energie Cottbus | 2002–03  | 31               | 0                | 2           | 0           | —         | —         | —      | —      | 33       | 0        |
| Energie Cottbus | Összesen | 79               | 5                | 5           | 0           | —         | —         | —      | —      | 84       | 5        |
| Klub            | Szezon   | NB I             | NB I             | Magyar kupa | Magyar kupa | —         | —         | Európa | Európa | Összesen | Összesen |
| Klub            | Szezon   | Mérk             | Gól              | Mérk        | Gól         | Mérk      | Gól       | Mérk   | Gól    | Mérk     | Gól      |
| Újpest FC       | 2001–02  | —                | —                | —           | —           | —         | —         | —      | —      | —        | —        |
| Újpest FC       | 2000–01  | —                | —                | —           | —           | —         | —         | —      | —      | —        | —        |
| Újpest FC       | 1999–00  | —                | —                | —           | —           | —         | —         | —      | —      | —        | —        |
| Újpest FC       | 1998–99  | —                | —                | —           | —           | —         | —         | —      | —      | —        | —        |
| Újpest FC       | Összesen | 97               | 6                | —           | —           | —         | —         | —      | —      | 97       | 6        |
| Összesen        |          | 226              | 11               | 10          | 2           | —         | —         | —      | —      | 236      | 13       |

(A statisztikák 2008. november 22-e szerintiek.)

### Mérkőzései a válogatottban
| Magyarország | Magyarország         | Magyarország                    | Magyarország        | Magyarország | Magyarország  | Magyarország | Magyarország | Magyarország |
| #            | Dátum                | Helyszín                        | Hazai               | Eredmény     | Vendég        | Kiírás       | Gólok        | Esemény      |
| ------------ | -------------------- | ------------------------------- | ------------------- | ------------ | ------------- | ------------ | ------------ | ------------ |
| 1.           | 2002. május 8.       | Pécs                            | Magyarország        | 0 – 2        | Horvátország  | barátságos   | -            |              |
| 2.           | 2002. augusztus 21.  | Budapest, Puskás Ferenc Stadion | Magyarország        | 1 – 1        | Spanyolország | barátságos   | -            | 78'          |
| 3.           | 2002. szeptember 7.  | Reykjavík                       | Izland              | 0 – 2        | Magyarország  | barátságos   | 1            | 81' 85'      |
| 4.           | 2002. október 12.    | Stockholm, Råsunda Stadion      | Svédország          | 1 – 1        | Magyarország  | Eb-selejtező | -            |              |
| 5.           | 2002. október 16.    | Budapest, Megyeri úti Stadion   | Magyarország        | 3 – 0        | San Marino    | Eb-selejtező | -            |              |
| 6.           | 2003. február 12.    | Lárnaka (CYP)                   | Bulgária            | 1 – 0        | Magyarország  | barátságos   | -            |              |
| 7.           | 2003. március 29.    | Chorzów                         | Lengyelország       | 0 – 0        | Magyarország  | Eb-selejtező | -            |              |
| 8.           | 2003. április 2.     | Budapest, Puskás Ferenc Stadion | Magyarország        | 1 – 2        | Svédország    | Eb-selejtező | -            |              |
| 9.           | 2003. április 30.    | Budapest, Megyeri úti Stadion   | Magyarország        | 5 – 1        | Luxemburg     | barátságos   | -            | 58'          |
| 10.          | 2003. június 7.      | Budapest, Puskás Ferenc Stadion | Magyarország        | 3 – 1        | Lettország    | Eb-selejtező | -            |              |
| 11.          | 2003. június 11.     | Serravalle                      | San Marino          | 0 – 5        | Magyarország  | Eb-selejtező | -            |              |
| 12.          | 2003. augusztus 20.  | Muraszombat                     | Szlovénia           | 2 – 1        | Magyarország  | barátságos   | -            | 79'          |
| 13.          | 2003. szeptember 10. | Riga, Skonto stadion            | Lettország          | 3 – 1        | Magyarország  | Eb-selejtező | -            | 46'          |
| 14.          | 2004. február 18.    | Páfosz (CYP)                    | Magyarország        | 2 – 0        | Örményország  | barátságos   | -            |              |
| 15.          | 2004. február 21.    | Nicosia (CYP)                   | Magyarország        | 0 – 3        | Románia       | barátságos   | -            |              |
| 16.          | 2004. március 31.    | Budapest, Puskás Ferenc Stadion | Magyarország        | 1 – 2        | Wales         | barátságos   | -            | 89'          |
| 17.          | 2004. szeptember 4.  | Zágráb, Maksimir Stadion        | Horvátország        | 3 – 0        | Magyarország  | barátságos   | -            | 18'          |
| 18.          | 2004. szeptember 8.  | Budapest, Szusza Ferenc Stadion | Magyarország        | 3 – 2        | Izland        | vb-selejtező | -            | 90+2'        |
| 19.          | 2006. május 24.      | Budapest, Szusza Ferenc Stadion | Magyarország        | 2 – 0        | Új-Zéland     | barátságos   | -            |              |
| 20.          | 2006. augusztus 16.  | Linz, UPC-Arena                 | Ausztria            | 1 – 2        | Magyarország  | barátságos   | -            | 61'          |
| 21.          | 2006. szeptember 2.  | Budapest, Szusza Ferenc Stadion | Magyarország        | 1 – 4        | Norvégia      | Eb-selejtező | -            |              |
| 22.          | 2006. szeptember 6.  | Zenica, Bilino Polje Stadion    | Bosznia-Hercegovina | 1 – 3        | Magyarország  | Eb-selejtező | -            | 65'          |
| 23.          | 2008. február 6.     | Limassol, Cirion Stadion (CYP)  | Magyarország        | 1 – 1        | Szlovákia     | barátságos   | -            |              |
| 24.          | 2008. május 24.      | Budapest, Puskás Ferenc Stadion | Magyarország        | 3 – 2        | Görögország   | barátságos   | -            |              |
| 25.          | 2008. augusztus 20.  | Budapest, Puskás Ferenc Stadion | Magyarország        | 3 – 3        | Montenegró    | barátságos   | -            | 65'          |
|              | Összesen             |                                 |                     | 25           | mérkőzés      |              | 1            | gól          |

## Edzői statisztika
Utolsó elszámolt mérkőzés dátuma: 2025. május 17.
| Csapat     | –tól              | –ig              | Statisztika | Statisztika | Statisztika | Statisztika | Statisztika | Statisztika | Statisztika | Statisztika |
| Csapat     | –tól              | –ig              | M           | GY          | D           | V           | RG          | KG          | GK          | GY %        |
| ---------- | ----------------- | ---------------- | ----------- | ----------- | ----------- | ----------- | ----------- | ----------- | ----------- | ----------- |
| RB Leipzig | 2025. március 31. | 2025. június 30. | 8           | 2           | 3           | 3           | 13          | 17          | –4          | 25%         |
| Összesítve | Összesítve        | Összesítve       | 8           | 2           | 3           | 3           | 13          | 17          | –4          | 25%         |

## Külső hivatkozások
- Profil a TSG-Hoffenheim hivatalos honlapján (németül)
- Lőw Zsolt profilja az MLSZ honlapján (magyarul)
- Lőw Zsolt adatlapja a HLSZ.hu-n (magyarul)
- Lőw Zsolt pályafutásának statisztikái a Soccerbase oldalon (angolul)

```
(angolul)
```

- Lőw Zsolt adatlapja a national-football-teams.com-on (angolul)
- Pályafutása statisztikái a fussballdaten.de-n (németül)
- Profil az espacefoot.net-en (franciául)